# Đuro Kokša
Đuro Kokša (* 17. Mai 1922 in Molve, Gespanschaft Koprivnica-Križevci, Königreich Jugoslawien; † 26. November 1998 in Zagreb) war ein kroatischer Priester, Theologe und Weihbischof in Zagreb.

## Leben
Der Sohn von Peter Kokša und seiner Ehefrau Maria R. geb. Kolar besuchte die Grundschule seines Heimatorts. Anschließend das Humanistische Gymnasium in Zagreb und trat nach dem Abitur in das Priesterseminar des Erzbistums Zagreb ein. Nach philosophischen und theologischen Studien an der Universität Zagreb im Jahre 1941 ging er nach Rom, wurde Mitglied im Pontificium Collegium Germanicum et Hungaricum de Urbe und studierte ab 23. Dezember 1942 an der Päpstlichen Universität Gregoria Kirchengeschichte, Theologie und Kirchenrecht. Am 26. Oktober 1947 wurde er zusammen mit sieben weiteren Priesteramtskandidaten zum Priester geweiht. Seine Primiz feierte er in der Kirche des Päpstlichen Kroatischen Kollegs vom Hl. Hieronymus in Rom. Mit seinem Abschluss in Kirchengeschichte erhielt er eine Goldmedaille. In Theologie promovierte er zum Thema „Die Lehre der Scholastiker des XVI XVII Jahrhunderts und von der Gnade und der DM Verdienst alttestamentlichen Gerechten“. In Philosophie erwarb er sich ein Lizenziat. Er studierte und forschte weiter in vatikanischen Bibliotheken und Archiven. Am 11. September 1957 ernannte ihn Erzbischof Alojzije Kardinal Stepinac zum Vizerektor und am 11. September 1959 zum Rektor des Päpstlichen Kroatischen Kollegiums vom Heiligen Hieronymus zu Rom.
Am 20. April 1978 ernannte ihn Papst Paul VI. zum Weihbischof in Zagreb und gleichzeitig zum Titularbischof von Grumentum. Konsekriert wurde er am 23. Juli 1978 in der Kathedrale zu Zagreb von Franjo Kuharić, Erzbischof von Zagreb. Mitkonsekratoren waren Josip Lach und Mijo Škvorc, SJ, beide Weihbischöfe in Zagreb. Erzbischof Kuharić berief ihn zu seinem Generalvikar.
Bischof Đuro Kokša war ein großer Kunstliebhaber, er sammelte alte und moderne Meister. Seine Sammlung wurde 1989 im Klovićevi Palast in Zagreb ausgestellt.
In der kroatischen Bischofskonferenz (CBC) war er Präsident des Rates für Ökumene und des Rates für die Kultur.
Er starb am 26. November 1998 und wurde am 2. Dezember 1998 auf dem Friedhof Mirogoj in Zagreb beigesetzt.